# Pegusa triophthalma
Pegusa triophthalma är en fiskart som först beskrevs av Bleeker, 1863.  Pegusa triophthalma ingår i släktet Pegusa och familjen tungefiskar. IUCN kategoriserar arten globalt som otillräckligt studerad. Inga underarter finns listade i Catalogue of Life.